# 粥川由美子
粥川 由美子（かゆかわ ゆみこ、1970年 - ）は、米国のイラストレーター。北海道奈井江町出身、ワシントン州シアトル在住。

## 人物・来歴
幼少よりロック音楽や映画、ファッションなど欧米のポップ文化に傾倒。16歳で漫画家としてデビューし、1986年に「メリークリスマス チルドレン」でマーガレット新人賞を受賞。北海道総合美術専門学校（現北海道芸術デザイン専門学校）を卒業。2001年頃よりアメリカ西海岸で個展を開催するようになり、2006年にシアトルに移住した。ガンズ・アンド・ローゼズが1987年にリリースしたデビュー・アルバム 『Appetite For Destruction』 のオリジナル・ジャケットや、鴨川つばめの『マカロニほうれん荘』に強い影響を受けた。動物や自然を愛し、それらを日本的なモチーフと混合し表現している。

## 作品リスト

### 漫画
- 「メリークリスマス チルドレン」（1986年、『週刊マーガレット』）
- 「ボンネットにネコ」（1988年、『週刊マーガレット』）

### イラスト
- 『The Wild Kingdom of Yumiko Kayukawa』9mm Books
- 『Japanese Wolf』ZERO+ Publishing